# Albert Jarrett
Albert Jarrett (* 23. Oktober 1984 in Freetown) ist ein ehemaliger sierra-leonischer Fußballspieler.

## Karriere

### Verein
Jarrett wuchs in South London, England auf. Der 185 Zentimeter große Flügelspieler startete seine Karriere als Arsenal-Junior, doch als er im Sommer 2003 keinen Profivertrag angeboten bekam, ging er zum Stadtkonkurrenten FC Wimbledon. Für die "Dons" spielte er in der Saison 2003/2004 10 Spiele, doch nach der Saison wurde sein Vertrag nicht verlängert. Anschließend wechselte er zu Brighton & Hove Albion.
In seinen zwei Jahren an der Südküste machte Jarrett zwar 25 Spiele für die „Seagulls“, doch andererseits wurde er auch zweimal ausgeliehen: An Stevenage Borough (im März 2005) und an Swindon Town (im Januar 2006). 
Ende der Saison 2005/2006 wechselte er probeweise zum FC Watford. Nachdem Jarrett in einigen Freundschaftsspielen in der Sommerpause überzeugt hatte, unterschrieben die Verantwortlichen von Watford am 16. August 2006 einen Einjahresvertrag mit ihm. 
Seitdem hat er ein Ligaspiel für Watford bestritten; er wurde gegen die Bolton Wanderers eingewechselt. Im Februar 2007 wurde er für einen Monat an Boston United ausgeliehen; als er aus dem Norden zurückgekehrt war, wurde er sofort für den Rest der Saison zu den Milton Keynes Dons weitergeschickt. Am 22. Mai 2007 wurde sein Vertrag endgültig aufgelöst. Nach einer Verletzungspause spielte Jarrett von 2008 bis 2009 beim FC Gillingham und in der Folgesaison beim FC Barnet. Von 2010 bis 2011 stand er bei Lincoln City in der viertklassigen Football League Two unter Vertrag, Anfang 2011 war er für zwei Monate an Aldershot Town ausgeliehen. Nach dem Abstieg von Lincoln City wechselte er im Sommer 2011 war er zunächst ohne Verein. Im November 2011 heuerte er beim FC Lewes in der Isthmian League, verließ er Klub Anfang 2012 aber nach vier Einsätzen bereits wieder und schloss sich dem FC Bromley in der National League South an. Dort spielte er bis zum Jahr 2014, als er mit seinem Team in den Play-offs den Aufstieg verpasste. Anschließend wechselte er zunächst zu Sutton United, ehe ihn Anfang September 2014 der Dulwich Hamlet in die Isthmian League holte. Dort kämpfte er mit seiner Mannschaft in den nachfolgenden Spielzeiten um den Aufstieg, scheiterte aber in den Play-offs. Im Sommer 2016 beendete Jarrett dort seine aktive Karriere als Spieler.

### Nationalmannschaft
Trotz seiner andauernden Misserfolge in England wurde Jarrett am 30. September 2006 erstmals in die Nationalmannschaft von Sierra Leone berufen und kam dort zweimal zum Einsatz.

### Sonstiges
Im Januar 2006 war der Flügelspieler in einen Verkehrsunfall verwickelt, aufgrund dessen ein Mann in ein Krankenhaus eingeliefert werden musste. Jarrett wurde für ein halbes Jahr der Führerschein entzogen, seine Strafe betrug 1400 Pfund Sterling (zu der Zeit etwa 2100 Euro).